# یدلا
یدلا (به چکی: Jedlá) یک منطقهٔ مسکونی در جمهوری چک است که در ناحیه هاولیتشکوف برود واقع شده‌است. یدلا ۶٫۲۵ کیلومتر مربع مساحت و ۸۵ نفر جمعیت دارد و ۵۱۵ متر بالاتر از سطح دریا واقع شده‌است.